# My One and Only
My One and Only (en Hispanoamérica: Cansada de buscar marido; en España: Más vale sola que mal acompañada) es una película de comedia estrenada en el 2009, basada en una historia sobre los primeros años de George Hamilton en camino con su madre y hermano, con anécdotas que Hamilton había compartido con Merv Griffin. Griffin lanzó la idea para el guion, y ha guiado el proyecto desde la idea hasta la producción, hasta su muerte en el 2007. Su compañía también es una de las productoras de la película.
My One And Only está dirigida por Richard Loncraine, escrita por Charlie Peters y protagonizada por Renée Zellweger como la madre de Hamilton.

## Sinopsis
En la ciudad de Nueva York en 1953, Anne Deveraux vive con su esposo, el líder de la banda, Danny, su hijo George y el hijo afeminado de Anne, Robbie. Después de atrapar a Danny en otra aventura, Anne lo deja y se lleva a los niños con ella.
Anne se embarca en un viaje por carretera a través de los Estados Unidos, en busca de un marido para financiar una nueva vida para ella y sus hijos. George sirve como chofer. Primero viajan a Boston y Pittsburgh. Anne tiene una serie de desastrosos intentos de relación. Después de descubrir que un antiguo pretendiente ahora la considera demasiado mayor para ser de interés, se desespera y se desanima y charla con un chico en un bar que resulta ser un detective de la casa encubierto. Él la toma por una prostituta y la acusa de prostitución.
Mientras tanto, George se encuentra con su padre, quien llega a la ciudad de gira. George le pide que lo lleve de regreso a Nueva York, pero Danny lo rechaza porque a menudo está de viaje por su trabajo. George concluye que Danny no lo ama. George también se entera de que Danny había enviado dinero varias veces, pero Anne lo devolvió resueltamente cada vez.
Al quedarse sin fondos, Anne prueba suerte en St. Louis, donde vive su hermana. Las hermanas tienen una relación muy tensa, pero Anne intenta sacar lo mejor de ella y acepta un trabajo en una tienda de pintura y se compromete con el dueño. Sin embargo, resulta que tiene una enfermedad mental y ya está casado. La familia del tío paga a Anne por sus problemas. Mientras Anne se prepara para emprender el camino nuevamente, esta vez hacia Los Ángeles, George le informa que se quedará con la hermana de Anne, con quien ya lo había aclarado. Anne y George discuten amargamente y Anne, resignada, acepta su decisión y se va con Robbie, que ahora hace de chofer.
Cerca de Albuquerque, madre e hijo son asaltados por una pareja que recogieron por dinero para gasolina. Robbie telefonea a George para contarle lo sucedido. Al discutirlo con la hermana de Anne y su esposo, George descubre que Anne les había dejado dinero para su manutención y atención. Toma el dinero restante y se encuentra con Anne y Robbie en una estación de autobuses Greyhound en algún lugar del suroeste.
Los tres llegan a Los Ángeles y se instalan en un apartamento en mal estado. Anne llega a casa un día y encuentra a Danny esperándola. Él le pregunta si ella todavía lo ama y dice que quiere que ella y los niños regresen a Nueva York. Ella responde: "No sé si te amo, pero sé que no te necesito". Danny luego se marcha extendiendo una invitación abierta para regresar si cambia de opinión.
Anne sigue adelante y la familia consigue trabajo como extras en una película. Anne llama la atención del productor de cine y logra que Robbie intente un papel protagónico. George cree que tal vez su madre siempre tuvo razón y que todo saldrá bien. Pero esa noche, Anne recibe una llamada y se entera de que Danny ha muerto de un ataque al corazón. George vuela de regreso a Nueva York para asistir al funeral de Danny y obtiene la bendición de Anne para quedarse allí y asistir a su antigua escuela preparatoria con una beca.
Pronto, sin embargo, se da cuenta de que pertenece a su familia y regresa a Los Ángeles sin previo aviso. George descubre que Robbie tiene dificultades con una escena de una película. Mientras ayuda a Robbie a recitar sus líneas, se descubre que George es un actor talentoso. Robbie deja de actuar y se pone a trabajar en el vestuario. En un epílogo, George revela que es un actor de Hollywood contratado y ha cambiado su apellido a "Hamilton", que era el verdadero apellido de su padre. Se da cuenta de que Anne, Robbie y él no necesitaban a nadie que los cuidara, que podían cuidarse solos y que iban a estar bien.

## Reparto
- Renée Zellweger como Ann Devereaux.
- Logan Lerman como George.
- Mark Rendall como Robbie.
- Chris Noth como el doctor Harlan Williams.
- Nick Stahl como Bud.
- Steven Weber como Wallace.
- Kevin Bacon como Dan Devereaux.
- Eric McCormack como Charlie.
- Robin Weigert como Hope.
- David Koechner como Bill Massey.
- Molly C. Quinn como Paula.